# نصروان
نصروان روستایی است از توابع شهرستان داراب در استان فارس. این روستا در ۲۵ کیلومتری جنوب غربی داراب و ۲۳۰ کیلومتری شهر شیراز در جلگه ٔ گرمسیر واقع است و حدود ۱۵۰۰ نفر سکنه دارد. مهمترین محصولات تولیدی در این روستا غلات، خرما، پنبه، حبوبات و شغل اهالی زراعت، دامپروری و قالی بافی است. و برخی نیز به شغل آزاد روی آوردند…

## آثار تاریخی
تل و قبرستان نصروان مربوط به دوره ساسانیان مجاور روستای نصروان واقع شده و این اثر در تاریخ ۲۳ بهمن ۱۳۸۵ با شمارهٔ ثبت ۱۷۲۶۷ به‌عنوان یکی از آثار ملی ایران به ثبت رسیده‌است.